# Dimecoenia lenti
Dimecoenia lenti är en tvåvingeart som beskrevs av Oliveira 1954. Dimecoenia lenti ingår i släktet Dimecoenia och familjen vattenflugor. Inga underarter finns listade i Catalogue of Life.